# Little Witches
Little Witches è un film del 1996 diretto da Jane Simpson con protagoniste Mimi Rose, Sheeri Rappaport e Jennifer Rubin.
Il film andò in onda in prima visione nella programmazione notturna della rete privata Italia uno il 20 luglio 1999.

## Trama
Sei studentesse di una scuola cattolica femminile, non potendo ritornare a casa per le vacanze pasquali, si trattengono nell'istituto passando le giornate della Settimana santa tra le pulizie in cucina e le visite notturne alle rovine di un misterioso tempio pagano, da poco scoperto sotto la chiesa del collegio in seguito all'apertura di un cantiere edile. Una notte, dopo aver compiuto per gioco un rito occulto intorno a un pozzo del sotterraneo, le ragazze trovano un libro di magia nera nel quale è descritta la cerimonia per l'evocazione del Demonio. Jamie, la più cinica e ambiziosa del gruppo, riuscirà a trascinare quattro delle sue compagne nel cruento rituale, mentre l'umile e devota Faith dovrà tentare da sola di sottrarle alla forza del Maligno.

## Produzione
Il film venne prodotto congiuntamente dalle società Le Monde Entertainment e Planet Productions e fu girato a Santa Barbara in California.

## Distribuzione
La prima del film negli Stati Uniti risale al 23 dicembre del 1996. Il 10 febbraio del 1997 Little Witches fu presentato al Festival internazionale del cinema di Porto.